# Schlacht bei Cassel (1677)
Solebay – Erste Schooneveld – Zweite Schooneveld – Maastricht – Texel – Bonn – Sinsheim – Seneffe – Enzheim – Türkheim – Sasbach – Konzer Brücke – Stromboli – Augusta – Palermo – Philippsburg – Maastricht – Valenciennes – Tobago – Cassel – Kokersberg –  Freiburg – Ypern – Rheinfelden – Saint-Denis
Die Schlacht bei Cassel (auch Schlacht bei Mont Cassel oder Schlacht an der Peene genannt) in der Nähe von Dünkirchen fand am 11. April 1677 im Rahmen des Holländischen Krieges zwischen den Niederlanden und Frankreich statt. Sie endete mit einem französischen Sieg.

## Vorgeschichte
Der Herzog von Orleans, Philippe, Bruder Ludwigs XIV., hatte den Oberbefehl über die französischen Truppen in Flandern erhalten. Seine Armee nahm die Stadt Cambrai ein und belagerte dann ab dem 3. April die Stadt Saint-Omer. Kurze Zeit später erhielt der Herzog die Nachricht, dass Wilhelm von Oranien von Ypern aus zum Entsatz von St. Omer heran marschierte. Unter Zurücklassung einer Belagerungstruppe marschierte die französische Hauptarmee dem Gegner entgegen.

## Verlauf
Am 10. April standen sich beide Armeen westlich von Cassel nur getrennt durch einen Bach gegenüber. An diesem Tag wurden die französischen Einheiten durch neun weitere Bataillone verstärkt. Am Morgen des nächsten Tages entsandte Wilhelm von Oranien Truppen über den Peenebach und nahm die Abtei Peene ein. Das Kloster wurde nach schweren Kämpfen von den Franzosen zurückerobert.
Der Herzog von Orleans stellte seine Armee in zwei Treffen auf. Der rechte Flügel bestand aus achtzehn Schwadronen Kavallerie. In der Mitte stand die Infanterie. Sechs Regimenter standen in der ersten Linie und weitere drei Regimenter standen in der zweiten Linie. Der linke Flügel bestand aus zwanzig Schwadronen Kavallerie. Der rechte Flügel wurde von Marschall d’Humieres befehligt. Der linke Flügel stand unter dem Kommando des Marschalls Luxembourg. In der Mitte befehligte der Herzog selbst. Drei Regimenter Dragoner und vier Infanteriebataillone blieben in Reserve.
Auch Wilhelm von Oranien gliederte seine Armee in zwei Treffen. Ähnlich wie auf der französischen Seite stand die Infanterie in der Mitte, während die Flügel von der Kavallerie gebildet wurden. Graf Wilhelm Adrian von Horn kommandierte den rechten Flügel, der linke stand unter dem Befehl des Prinzen Walrad von Nassau-Saarbrücken-Usingen. In der Mitte befehligte Wilhelm selbst, unterstützt durch Georg Friedrich von Waldeck.
Nachdem die Franzosen die Abtei Peene genommen hatte, verlagerte Wilhelm von Oranien einen Teil des linken Flügels auf den rechten Flügel, weil er dort den Hauptangriff des Gegners erwartete. Nach dem einleitenden Artilleriefeuer erteilte der Herzog von Orleans dem Marschall de Humieres den Angriffsbefehl. Der Angriff war erfolgreich. Letztlich wurde der Prinz von Nassau zum Rückzug gezwungen. In der Mitte gelang es den Franzosen zunächst nicht, jenseits der Peene Fuß zu fassen. Dagegen drängte der linke Flügel der Franzosen den Gegner zurück. Die Schwächung der Flügel veranlasste Wilhelm von Oranien, obwohl er in der Mitte standgehalten hatte, den Rückzug zu befehlen.

## Folgen

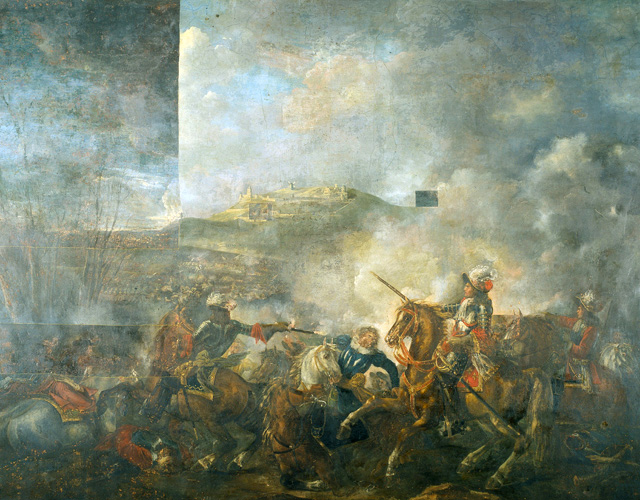
Joseph Parrocel: Die Schlacht bei Cassel (1679/80)

Die Niederländer erlitten eine klare Niederlage. Etwa 8000 Mann fielen oder wurden verwundet und 3000 gerieten in Gefangenschaft. Viele Geschütze, Fahnen und das gesamte Lager fielen in französische Hand. Auch die Verluste der Franzosen waren beträchtlich. Die direkte Folge der Schlacht war die Einnahme der Stadt St. Omer. Strategisch war der Sieg insofern von Bedeutung, weil die Franzosen eine besser zu verteidigende Front im Nordosten gewannen.
Der Herzog von Orleans, der als wenig männlich galt, erwies sich als geschickter Feldherr und zeigte in der Schlacht persönlichen Mut. Ludwig XIV., der selbst noch keine Feldschlacht befehligt hatte, neidete seinem Bruder den Erfolg, und dies war wohl der Hauptgrund, weshalb der Herzog kein weiteres Kommando erhielt.
Auf dem Wandgemälde, das Joseph Parrocel 1679/80 für das Refektorium des Hôtel des Invalides anfertigte, ist Philipp von Orléans nur im Bildhintergrund zu sehen. Im Vordergrund mit weißer Schärpe Ludwig XIV., wie er die französische Kavallerie zum Sieg führt. In Wahrheit hatte Ludwig an der Schlacht nicht teilgenommen.